# Agnapha mediovittata
Agnapha mediovittata är en insektsart som beskrevs av Heinrich Hugo Karny 1926. Agnapha mediovittata ingår i släktet Agnapha och familjen vårtbitare. Inga underarter finns listade i Catalogue of Life.